# 味方團
味方團（みかたまどか、1969年10月17日 – ）は、能楽師、観世流　シテ方。

## プロフィール
能楽堂での演能を勤めながら寺院の座敷・ホテルのバーやディナーショーなど
場所に捉われず意欲的に色々な演能スタイルに挑戦している。
京都市出身　
重要無形文化財「能楽」総合指定保持者
能楽師(観世流シテ方)味方 健の次男　
父(味方 健)及び十三世 林 喜右衛門　に師事
。

## 略歴
- 昭和48年　能「鞍馬天狗」の花見(稚児)で初舞台
- 昭和58年　能「猩々」にて初シテ
- 平成  2年　十三世　林　喜右衛門に内弟子入門
- 平成7年　独立
- 平成7年　名古屋の若手能楽師と共に「能楽 鏡座」結成
- 平成8年　独立披露能にて能「石橋」(赤)を披く
- 平成10年　能「翁」(千歳)　を披く
- 平成11年　能「道成寺」を披く
- 平成12年　能「猩々乱」を披く
- 平成16年　第8回鏡座公演「道成寺」にて名古屋市民芸術祭賞を受賞
- 平成17年　能「独石橋」を披く
- 平成23年　能「翁」を披く
- 平成25年　能「道成寺（赤頭）」を披く
- 平成29年　能「安宅（勧進帳瀧流）」を披く
- 令和元年　 能「望月」を披く

## ディナーショー・講演会
- リッツカールトン大阪
- ハイアットリージェンシー京都

## 海外公演
- アメリカ（ヒューストン・デトロイト）
- 中国（西安）
- スペイン（バルセロナ・ジロナ・マドリード）
- カナダ（トロント・オタワ・レジャイナ）
- フランス（パリ・セルジーポントワーズ）
- スイス（ジュネーヴ）
- イギリス（ロンドン）
- アメリカ(ニューヨーク・シカゴ他)
- マレーシア

## 映画出演
- 「魔界転生」（深作欣二監督）劇中能

## テレビ出演
- 「失楽園」劇中能

## 講師・他
- 京都・岐阜・名古屋・東京にて社中の会「青嶂会」を主宰
- 岐阜大学教育学部 非常勤講師
- 岐阜県郡上市大和南小学校 謡・仕舞の指導
- 各大学でのワークショップ（岐阜大学グローカル推進機構日本語・日本文化教育センター・京都女子大学国文科新入生対象）
- 岐阜市長良川薪能ワークショップ

## 公式ホームページ
- 能楽師「味方團」